# Ekaterina Karsten
Ekaterina Karsten, född den 2 juni 1972 i Asetjyna i Vitryssland, är en vitrysk roddare.
Hon tog OS-brons i singelsculler i samband med de olympiska roddtävlingarna 2008 i Peking.